# 中村六行

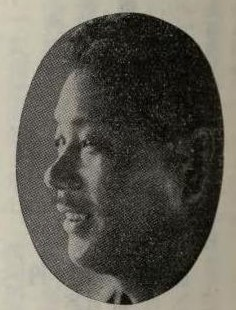
中村六行

中村 六行（明治19年（1886年） - 没年不明）は、日本の発明家、実業家。

## 人物
広島県出身。早稲田大学卒業後、日本化学工業研究所を創設し、広島市に工業を有した。
鉱業家としても有名であり、北海道及び朝鮮に鉱区を有した。特に、朝鮮咸鏡南道端川郡南斗日面雲松里の鉱区はニッケル鉱として鉱量が極めて豊富であった。

## 特許
- 特許第99117号 動物の肝臓より無臭の滋養粉末を製造する方法